# Antecipação de recebíveis
Contas a receber ou recebíveis de uma empresa representam o dinheiro devido para a empresa derivado da venda de produtos ou serviços a crédito. Na maioria das entidades empresariais, os recebíveis normalmente são executados através da geração de uma fatura (boleto) que é enviado via correspondência ou eletronicamente para o cliente, que, por sua vez, deve pagá-lo dentro de um prazo estabelecido, chamado de condições de crédito ou condições de pagamento.
Muitas empresas utilizam o livro de vendas para manter o controle de informações, com o advento da informática o antigo Livro de Vendas se transformou em softwares e planilhas que mantém bancos de dados com as informações sobre as vendas que a empresa tem feito, a quantidade de dinheiro recebido por bens ou serviços ou a quantidade de dinheiro devido ao final de cada mês varia (devedor). A equipe que é responsável pelos recebíveis deve receber fundos em nome de uma empresa e aplicá-los em relação aos seus saldos pendentes atuais.
As contas a receber ou recebíveis são uma reivindicação juridicamente vinculativa para o pagamento do cliente / clientes para os bens fornecidos e / ou serviços prestados na execução da ordem do cliente. Tais contas são geralmente na forma de faturas (boletos) levantadas pela empresa e entregues ao cliente para pagamento dentro de um prazo acordado. As contas a receber são apresentadas no balanço como ativo. A antecipação de recebíveis é uma de uma série de operações contabilísticas que tratam da cobrança de um cliente de bens e serviços que o cliente tenha solicitado. Estes podem ser distinguidos de títulos a receber, que são dívidas criadas através de instrumentos jurídicos formais chamados de notas promissórias.
Antecipar recebíveis é basicamente trocar recebíveis futuros (que sua empresa ainda vai receber) por dinheiro, aumentando a liquidez da empresa em troca de uma taxa -ou percentual - de desconto (não confundir com juros) em cima do valor do recebível.
A empresa pode recorrer a antecipação de recebíveis quando é necessário capital para o caixa, evitando que a empresa caia no pagamento de juros excessivos no cheque especial e também nos empréstimos.
A Antecipação de Recebíveis é uma linha de crédito para empresas comerciais, industriais e de serviços, de micro e pequeno porte, que possuam recebíveis garantidos por contratos de compra e venda, de prestação de serviço ou de arrecadação.

## Como funciona a antecipação de recebíveis?
A antecipação de recebíveis fornece a uma empresa um empréstimo de curto prazo usando suas contas a receber como garantia. Em muitos casos, a empresa de financiamento que antecipa os recebíveis exigirá que a empresa financiada venda e transfira as faturas dos clientes para a empresa financiadora antes de fazer qualquer pagamento antecipado.
Inúmeras empresas fazem a antecipação de recebíveis, mas essa operação pode variar de acordo com a instituição financeira. De forma geral, a antecipação funciona da seguinte forma:
Se uma venda no valor de R$ 2 mil foi fechada em quatro parcelas de R$ 500, o empresário só irá receber o valor integral desta venda dali a 4 meses.
No entanto, caso durante esse tempo, ele precise desse dinheiro, pode fazer a solicitação do adiantamento desse valor, operação essa que é denominada antecipação de recebíveis. Para essa transação acontecer - antecipar o valor de R$ 2 mil -, a empresa precisará pagar uma taxa em cima de cada parcela adiantada.
Existem questões tributárias e contábeis com implicações na CVM na antecipação de recebíveis. Como se apropria a receita financeira ou despesa financeira e como reconhecer no balanço . 

## Limites
Instituições de ensino: 40% do montante dos recebíveis mensais selecionados, multiplicados pelo número de meses remanescentes do semestre em curso ou em função do prazo dos recebíveis selecionados, o que for menor.
Demais empresas: 40% do montante dos recebíveis mensais selecionados, multiplicados pelo prazo do empréstimo, que não pode ser maior que 12 meses, ou em função do prazo dos recebíveis selecionados, o que for menor.
Encargos

## Tipos de Recebíveis
Antecipação de 13º Salário 
Antecipação de IR
Cheques pré-datados, duplicatas, cartões de crédito.
Terminada edição de texto, conteúdo adicionado e reorganizado, erros de acentuação corrigidos.